# Francisco Lachowski
Francisco Lachowski, parfois surnommé Chico, est un mannequin brésilien né le 13 mai 1991 à Curitiba.

## Biographie

### Carrière
Francisco Lachowski a commencé sa carrière en 2009 quand il a gagné un concours de mannequins à São Paulo, grâce auquel il a obtenu un contrat avec la grande agence Ford Model Management.
En 2009 il a fait ses premiers défilés à Milan et Paris, habillé pour Gucci et Dior Homme. Francisco est l'un des mannequins les mieux classés provenant du Brésil (35e au Top 50 des modèles masculins)
Il a défilé dans de nombreux shows dont Z Zegna, Versace, Dolce & Gabbana, Dsquared2, Gucci, Roberto Cavalli, Mugler, Armani. Lachowski est également apparu sur plusieurs couvertures de magazines, y compris Essential Homme, Carbon Copy, Made in Brazil et Chaos. Parallèlement à cela, il est apparu dans des éditoriaux pour GQ , V, Vogue et FHM. Lachowski a aussi participé à des campagnes pour DKNY jeans, Lacoste, Armani Exchange, Etro, Dior, et D Squared en 2011.
Francisco est apparu dans deux publicités en 2012 et 2013 : une pour Vivelle Dop Fixation Blindée en 2012, et une autre pour Amor Amor de Cacharel en 2013.

### Vie privée
Francisco Lachowski est né le 13 mai 1991 à Curitiba, au Brésil. Son père, Roberto Lachowski, est d'origine polonaise et sa mère, Maria Lachowski, est brésilienne d'origine portugaise et allemande. Il a deux sœurs aînées : Isabella et Marcela.
Depuis le 1er décembre 2013, il est l'époux du mannequin canadien Jessiann Gravel Beland. Ils ont eu ensemble deux garçons : Milo, né le 25 mars 2013.